# Ahmed al-Haznawi
Ahmed Ibrahim al-Haznawi (arabisk: احمد ابراهيم الحزناوي) (11. oktober 1980 – 11. september 2001) var en af de fire mænd, der nævnes af FBI som flykaprere af United Airlines Flight 93 i terrorangrebet den 11. september 2001. 
Ahmed al-Haznawi var søn af en saudi-arabisk imam fra provinsen Al-Bahah. Haznawi voksede op i landsbyen Hezna, hvor hans far var præst på moskéen i den centrale markedsplads i landsbyen.